# Пустошь (Андомское сельское поселение)
Пустошь — деревня в Вытегорском районе Вологодской области. Располагается на берегу Тудозера.
Входит в состав Андомского сельского поселения (с 1 января 2006 года по 9 апреля 2009 года входила в Тудозерское сельское поселение), с точки зрения административно-территориального деления — в Тудозерский сельсовет.
Расстояние до районного центра Вытегры по автодороге — 23 км, до центра муниципального образования села Андомский Погост  по прямой — 12 км. Ближайшие населённые пункты — Гонгинская, Исаково, Насонова, Паньшино.
По данным переписи в 2002 году постоянного населения не было.